# جائحة فيروس كورونا في إندونيسيا
تُعد جائحة كوفيد-19 في إندونيسيا جزءًا من الجائحة الأكبر لمرض فيروس كورونا (كوفيد-19) الذي اجتاح العالم والمرتبط بالمتلازمة التنفسية الحادة الشديدة النوع 2 (سارس-كوف-2). أبلغت إندونيسيا عن وصول الفيروس إليها في 2 مارس 2020، بعد ظهور نتيجة إيجابية للفيروس لدى مدربة رقص ووالدتها. انتقلت الإصابة لهما عبر مواطن ياباني.
مع حلول 9 أبريل، انتشرت الجائحة في جميع أقاليم إندونيسيا البالغ عددها 34 ومع حلول 23 يوليو، وصل عدد الإصابات في نصفها إلى أكثر من 1,000 حالة. شكلت جاوة الشرقية وجاكرتا وجاوة الوسطى الأقاليم الأكثر تضررًا. حدثت الزيادة الأكبر في عدد الحالات خلال يوم واحد في 9 يوليو، عندما وردت 2,657 حالة جديدة. سُجلت 2,366 حالة شفاء و139 حالة وفاة على مدى 24 ساعة. في 13 يوليو، تجاوزت حالات الشفاء الحالات النشطة لأول مرة.
حتى 3 أغسطس 2020، أبلغت إندونيسيا عن 113,124 حالة، وهو أعلى معدل إصابة في آسيا الجنوبية، متجاوزة الفلبين وسنغافورة. فيما يتعلق بعدد الوفيات، احتلت إندونيسيا المركز الخامس في آسيا بعدد 5,302 حالة وفاة. ومع ذلك، أشارت مراجعة البيانات إلى أن عدد الوفيات أعلى بكثير من ذلك المبلغ عنه، إذ لم يُحتسب الأشخاص المتوفون بأعراض كوفيد-19 الحادة الذين لم يخضعوا لاختبار أو لم تُؤكد إصابتهم في رقم الوفاة الرسمي.
أجرت إندونيسيا 1,552,141 اختبار على سكانها البالغ عددهم 273 مليون نسمة حتى الآن، أو ما يقارب 5,669 اختبار لكل مليون نسمة، ما يجعلها واحدة من أدنى معدلات الاختبار في العالم. ناشدت منظمة الصحة العالمية الدولة لإجراء المزيد من الاختبارات، خاصة على المرضى المشتبه بإصابتهم.
عوضًا عن تطبيق إغلاق تام على مستوى الدولة، أقرت الحكومة قيودًا اجتماعية واسعة النطاق (بالإندونيسية، Pembatasan Sosial Berskala Besar، اختصارًا «بّي إس بي بي») على بعض المناطق والمدن. اعتبارًا من أواخر مايو، بدأ تطبيق الوضع الطبيعي الجديد، إلى جانب مناطق صفراء وخضراء أخرى. واجهت هذه السياسية الكثير من الانتقادات واعتُبرت «كارثة» بسبب استمرار تزايد عدد الحالات.

## خلفية
في 12 يناير 2020، أكدت منظمة الصحة العالمية (دبليو إتش أو) عن ظهور فيروس كورونا المستجد كسبب للمرض التنفسي الذي أصاب مجموعة من الأشخاص في مدينة ووهان، مقاطعة خوبي، الصين، إذ أُبلغ عنهم إلى منظمة الصحة العالمية في 31 ديسمبر 2019.
كانت نسبة إماتة حالات كوفيد-19 أقل بكثير من السارس في عام 2003، لكنها تميزت بانتقال أكبر للعدوى، مع إجمالي وفيات هام.

## الجدول الزمني
من يناير حتى فبراير 2020، لم تبلغ إندونيسيا عن أي حالة كوفيد-19، على الرغم من إحاطة الدول المصابة بها مثل ماليزيا، وسنغافورة، والفليبين وأستراليا. لم تتوقف الرحلات الجوية من الدول ذات معدل الإصابة العالي مثل كوريا الجنوبية وتايلاند. أعرب خبراء الصحة وباحثون في جامعة هارفرد في الولايات المتحدة عن مخاوفهم، قائلين إن إندونيسيا غير مستعدة للتفشي ومن المرجح وجود حالات كوفيد-19 غير مكتشفة.
في 2 مارس 2020، أعلن الرئيس الإندونيسي جوكو ويدودو عن الحالات الأولى في الدولة: مدربة رقص وأمها في ديبوك في جاوة الغربية. في 14 فبراير، أقامت كلتاهما صف رقص في مطعم في كيمانج، جنوب جاكرتا، حيث حضر عشرات الأشخاص. كان أحد الحاضرين يابانيًا إذ ظهرت إصابته الإيجابية بكوفيد-19 لاحقًا في ماليزيا. أفادت ماليزيا عند إبلاغها عن الحالة ببدء الحكومة الإندونيسية في تتبع الأشخاص المخالطين للياباني والمصابين الإندونيسيين.
عُرف التجمع في البداية باسم «تجمع جاكرتا» أو «تجمع صف الرقص» تبعًا لموقع الإصابة. منذ ذلك الحين، بدأت الحالات المؤكدة لكوفيد-19 في إندونيسيا في الازدياد ببطء. مع حلول 8 مارس، وصل إجمالي المصابين بكوفيد-19 ممن حضروا صف الرقص إلى 6 أشخاص، بما في ذلك حالة لإندونيسي عائد من أميرة الألماس. رُبطت حالات عديدة لكوفيد-19 في جاوة الغربية وجاكرتا مع التجمع.
لم تكن الحالتان الإيجابيتان المؤكدتان في مارس أول إصابة لإندونيسي بفيروس سارس-كوف-2. في يناير، انتقل الفيروس إلى خادمة إندونيسية في سنغافورة من رب عملها.
حدثت أول حالة وفاة مؤكدة بكوفيد-19 في الدولة في 11 مارس مع وفاة مواطن بريطاني يبلغ 53 عام في بالي. مع ذلك، ظهرت نتيجة إيجابية لدى حالة وفاة تعود إلى موظف في شركة تيلكوم في 14 مارس، إذ وافته المنية في 3 مارس.
وردت حالة وفاة طفلة تبلغ 11 عام في باميكاسان، جزيرة مدورا، جاوة الشرقية في 20 مارس كأصغر ضحية لكوفيد-19 في الدولة. في 11 أبريل، توفي رضيع يبلغ من العمر 11 شهر في مشفى باهتراما الإقليمي العام في كنداري، إذ كان مريضًا تحت المراقبة (بّي دي بّي).

وردت حالة وفاة طفل حديث الولادة من مانادو، سولاوسي الشمالية في 19 مايو كأصغر مريض كوفيد-19 في إندونيسيا. في 30 مايو، تماثلت معمرة من سورابايا للشفاء، ما جعلها أكبر شخص معافى من كوفيد-19 في الدولة.

## الاستجابة

### الحكومة المركزية
حظرت إندونيسيا جميع الرحلات الجوية من وإلى الصين اعتبارًا من 5 فبراير. توقفت الحكومة أيضًا عن منح التأشيرات المجانية بالإضافة إلى تأشيرة الوصول للمواطنين الصينيين، وقد مُنع أولئك الذين عاشوا أو أقاموا في البر الرئيسي للصين في الأيام الـ 14 السابقة من دخول إندونيسيا أو عبورها، الإندونيسيون ممنوعون أيضًا من السفر إلى الصين.
اعتبارًا من 8 مارس، توسعت قيود السفر لتشمل مناطق في كوريا الجنوبية ولومباردي وفينيتو وإميليا رومانيا في إيطاليا، وطهران في إيران. يتعين على الزائرين الذين لديهم تاريخ سفر داخل هذه البلدان ولكن خارج المناطق المذكورة أعلاه تقديم شهادة صحية سارية المفعول أثناء تسجيل الدخول لجميع وسائل النقل إلى إندونيسيا. على الرغم من القيود المفروضة على المسافرين من كوريا الجنوبية، ما زالت إندونيسيا تسمح برحلات جوية من البلاد.
أمرت وزارة الصحة بوضع ماسحات لقياس الحرارة لما لا يقل عن 135 بوابة مطار ورصيف ميناء، وأعلنت بدء تزويد أكثر من 100 مستشفى بغرف عزل (وفقًا للمعايير الموصى بها من قبل منظمة الصحة العالمية). بدءًا من 4 مارس، بدأت جاكرتا أيضًا في قياس درجات الحرارة للركاب الذين يدخلون المحطات ومنع كل من يعاني في ارتفاع درجة الحرارة من الدخول. بدأت الأماكن العامة الأخرى، مثل: المراكز التجارية والمدارس أيضًا في فحص جميع الأشخاص.
بعد حالة الوفاة الأولى، اعترفت الحكومة الإندونيسية بأنها تواجه صعوبات في الكشف عن الحالات القادمة عبر المطارات، وتطبيق إجراءات التتبع بالإضافة إلى معرفة المواقع الخاصة بكل حالة.
تخطط الحكومة الإندونيسية لتحويل موقع في جزيرة غالانغ، كان يُستخدم في السابق كمخيم لطالبي اللجوء الفيتناميين إلى مرفق طبي بسعة 1000 سرير مجهز خصيصًا للتعامل مع تفشي جائحة كوفيد-19 والأمراض المعدية الأخرى.
في 13 مارس، حددت الحكومة 132 منشأة علاجية في أنحاء إندونيسيا. في 18 مارس، وفرت نحو 227 مستشفى إضافي (109 مستشفى عسكري و53 مستشفى شرطة و65 مستشفى حكومي) لخدمة المزيد من المرضى في جميع أنحاء البلاد. أنشأت الحكومة فريق عمل معني بتسريع الاستجابة لكوفيد-19. عُيَّن دوني موناردو رئيسَا لهذا الفريق. وفي اليوم نفسه، حث وزير الشؤون الداخلية تيتو كارنافيان جميع القادة الإقليميين الإندونيسيين على تعليق جميع الرحلات غير الضرورية إلى أي بلد أجنبي.
في 15 مارس، دعا الرئيس ويدودو جميع الإندونيسيين إلى ممارسة ما يسميه علماء الأوبئة التباعد الاجتماعي لإبطاء انتشار كوفيد-19 في البلاد. أعلنت سلطات الضرائب الإندونيسية أنها ستعيد الموعد النهائي لإعداد التقارير الضريبية إلى 30 أبريل 2020.
في 16 مارس، أمرت الوزارة الشركات التابعة للدولة موظفيها الذين تبلغ أعمارهم 50 سنة فما فوق بالعمل من المنزل. أوضح الرئيس جوكو ويدودو أن قرار فرض حظر على المدن أو المناطق سيُتخذ فقط بعد التشاور مع الحكومة المركزية.
مع إغلاق المدارس في بعض المناطق، أعلن وزير التربية والتعليم نديم مكارم عن استعداد وزارة التربية والتعليم لمساعدة المدارس في التعليم عبر الإنترنت من خلال توفير منصات تعليمية مجانية. أعلن وزير المالية سري مولياني عن تحويل ميزانية البنية التحتية البالغة 1 تريليون روبية إندونيسية إلى الرعاية الصحية والوقاية من الجائحة.
في 17 مارس، أُصدرت بروتوكولات كوفيد-19 الصحية للجمهور. وسّعت وزارة الخارجية قيود السفر وألغت الدخول المؤقت إلى إندونيسيا بدون تأشيرة لمدة شهر واحد ومنعت العبور أو الوصول للزوار الذين كانوا في إيران وإيطاليا ومدينة الفاتيكان وإسبانيا وفرنسا وألمانيا وسويسرا والمملكة المتحدة في غضون خلال الـ 14 يومًا الماضية.
في 18 مارس، أطلقت الحكومة موقع كوفيد-19 الرسمي، وهو مصدر رسمي للمعلومات الدقيقة حول السيطرة على انتشار الفيروس في إندونيسيا. في نفس اليوم، أعلنت وزارة المالية أيضًا أن قرية كيمايوران، وهي سكن رياضي سابق لدورة الألعاب الآسيوية 2018، ستُحوّل إلى أماكن لرعاية مرضى كوفيد-19 الذين تظهر عليهم أعراض خفيفة فقط وذلك بعد استشارة الأطباء. عادت القرية إلى سابق عهدهت رسميًا في 23 مارس.
في 19 مارس، قرر بنك إندونيسيا تخفيض سعر الفائدة إلى 4.5%، بالإضافة إلى 6 سياسات مالية أخرى، في محاولة لدعم الاقتصاد خلال أزمة كوفيد-19. في نفس اليوم، نشر رئيس الشرطة الوطنية الإندونيسية، إيدهام أزيز، إشعارًا لجميع رجال الشرطة لفرض تطبيق التباعد الاجتماعي عن طريق تفريق التجمعات في الأماكن العامة.
في 30 مارس، رفض الرئيس ويدودو فرض حظر على جاكرتا. بقيت خطوط الحافلات التي تربط جاكرتا والمدن والمقاطعات الأخرى مفتوحة بعد إلغاء خطة لتعليق عمليات الحافلات بين المدن والمقاطعات بين المدن في جاكرتا الكبرى مؤقتًا.
في 31 مارس، أعلنت إندونيسيا عن ميزانية قدرها 405 تريليون روبية لمواجهة كوفيد-19، وتوقعت عجزًا بنسبة 5%. خصصت الحكومة 75 تريليون روبية لإنفاقها على خدمات الرعاية الصحية، و110 تريليون روبية للحماية الاجتماعية، و70.1 تريليون روبية للحوافز الضريبية والائتمانية للمؤسسات. سوف يُخصَّص الجزء الأكبر وهو 150 تريليون روبية، للبرامج الخاصة بإنعاش الاقتصاد بما في ذلك إعادة هيكلة وتمويل الشركات الصغيرة والمتوسطة.
في 13 أبريل، أعلن الرئيس جوكو ويدودو أن كوفيد-19 كارثة وطنية بعد أن أصاب 4557 شخصًا وتسبب في 399 حالة وفاة في إندونيسيا. قال البروفيسور محفوظ محمد بصفته في وزارة التنسيق للشؤون السياسية والقانونية والأمنية (إندونيسيا) إن كارثتها الوطنية لا يمكن أن تستند إلى ظروف قاهرة.
في 21 أبريل، أعلن الرئيس جوكو ويدودو قراره بحظر الخروج بأعداد كبيرة بدءًا من 24 أبريل وذلك للحد من انتشار جائحة كوفيد-19 قبل شهر رمضان. للمساعدة في تنفيذ هذا القرار، حُظر السفر بالحافلات بين المدن حتى 31 مايو، بالإضافة إلى الرحلات التجارية والمُستأجرة حتى 1 يونيو، والنقل البحري حتى 8 يونيو، وقطارات الركاب لمسافات طويلة حتى 15 يونيو.
في أواخر أبريل، طلب الرئيس ويدودو من الولايات المتحدة معدات طبية، بما في ذلك أجهزة التنفس الصناعي وذلك عبر مكالمة هاتفية مع الرئيس دونالد ترامب، وردَّ عليه الرئيس ترامب، في 24 أبريل، وقال إنه يؤكّد على نية تعزيز التعاون الاقتصادي بين البلدين مجددًا.

#### سياسة التحفيز
للحد من تأثير جائحة كوفيد-19 على الاقتصاد الوطني، أصدرت الحكومة سياسة تحفيز بقيمة 10.3 تريليون روبية إندونيسية لقطاع السياحة، وذلك على شكل خصومات على أسعار التذاكر وضرائب المطاعم. قُدِّمت ميزانية بقيمة 10.3 تريليون روبية إندونيسية لتوفير أسعار تذاكر مخفضة لـ 10 وجهات سياحية، مثل باتام، دينباسار، يوجياكارتا، لابوان باجو، لومبوك، مالانج مانادو، بحيرة توبا (مطار سيلانجيت)، تانجونغ باندان، تانجونغ (بينانغ)، وطُبّقت من شهر مارس إلى مايو 2020. خُفّضت أسعار التذاكر لشركات الطيران منخفضة التكلفة بنسبة 50%، والخدمة المتوسطة بنسبة 48%، والخدمة الكاملة بنسبة 45%. بالنسبة للخصومات على اسعار التذاكر على وجه التحديد، يؤمن صندوق التحفيز من ميزانية الدولة 444.39 مليار روبية إندونيسية بقيم مخفضة بنسبة 30% و25% من مجموع الركاب لكل رحلة. بالإضافة إلى ذلك، هناك خصومات إضافية على التذاكر تدفعها شركات خاصة أخرى، لذا فإن الحوافز الإجمالية لسعر التذكرة هي 960 مليار روبية إندونيسية وبالتالي يمكن تخفيض سعر التذكرة الواحدة بنسبة 50%.
أنفقت الحكومة المركزية مالًا بقيمة 3.3 تريليون روبية على ضرائب المطاعم، وبالتالي، لا توجد ضرائب في مطاعم ضمن الوجهات السياحية التي سبق ذكرها أعلاه، ولكن كتعويض، ستحصل الحكومة المحلية على تمويل من الحكومة المركزية.

### الحكومة الإقليمية

#### مناطق الطوارئ
- جاكرتا: 20 مارس - 19 أبريل.[72][73]
- ديبوك: 18 مارس - 29 مايو.[72]
- يوجياكارتا: 20 مارس - 29 مايو.[72]
- بوجور: 15 مارس - 29 مايو.[72]
- جاوة الشرقية: 14 مارس - 29 مايو.[72]
- بانتين: 15 مارس - 29 مايو.[72]
- كاليمانتان الشرقية: 18 مارس - 29 مايو.[72]
- غرب كاليمانتان: 10 مارس - 29 مايو.[72]
- جاوة الغربية: 19 مارس - 29 مايو.[72]
- بابوا: 17 مارس - 17 أبريل.[74]
- آسيه: 20 مارس - 29 مايو.[75]
- سومطرة الشمالية: 31 مارس - 29 مايو.[76]
- كاليمانتان الجنوبية: 22 مارس - 29 مايو.[77]

#### قيود اجتماعية واسعة النطاق

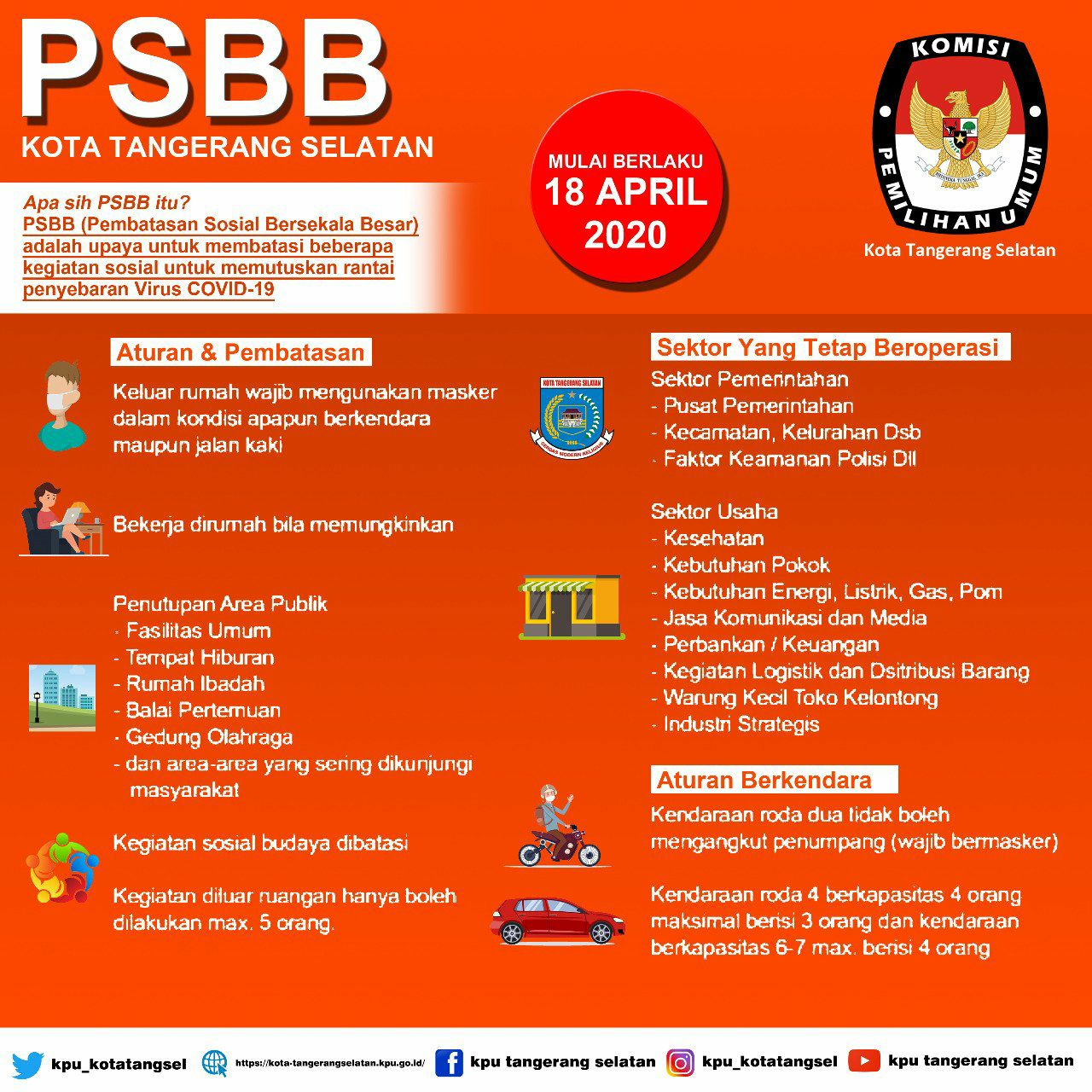
مثال على ما يجب فعله وما يجب عدم فعله خلال فترة القيود الاجتماعية الصادرة عن لجنة الانتخابات العامة الإندونيسية في جنوب تانغيرانغ

يمكن لمناطق محددة التقدم بطلب لفرض قيود اجتماعية واسعة النطاق (بّي إس بي بي) لوزارة الصحة إلى جانب إثبات الخطوات المتوطنة وخطوات التخفيف. في حالة الموافقة عليه، سيُحدد موعد من قبل الحكومة المحلية وسيستمر العمل بالقيود لمدة أسبوعين على الأقل.
بموجب القيود الحالية، يجب أن تعمل جميع وسائل النقل العام بساعات وسعة مخفضة. يجب إغلاق الأنشطة التجارية والمحلات غير الأساسية. تبقى المطاعم وأكشاك الطعام مفتوحة للوجبات الجاهزة وطلبات التوصيل فقط؛ يمكن للأسواق والأعمال الأساسية أن تفتح أبوابها مع تطبيق التباعد الاجتماعي. حسب المنطقة، يجب على النقل الخاص تحديد عدد للركاب وسيُفرض الالتزام بالقناع أيضًا.
| قائمة بمناطق تطبيق القيود الاجتماعية |                        |                    |                |                  | |
| الرقم                                | المنطقة                | المقاطعة           | تاريخ الموافقة | المدة            | القيود الخاصة بالمنطقة |
| 1                                    | جاكرتا                 | دي كيه آي جاكرتا   | 10 أبريل 2020  | 10 أبريل-22 مايو | يسمح بركوب شخصين على الأكثر من نفس الأسرة على الدراجة النارية. يمنع نقل الركاب بتكسي الدراجة النارية. التجمع مسموح لـ 5 أشخاص على الأكثر. تعمل وسائل النقل العامة من الساعة السادسة صباحًا حتى السادسة مساءً.                                                                      |
| 2                                    | مدينة بوغار            | غرب جاوة           | 11 أبريل 2020  | 15 أبريل-12 مايو | يسمح بركوب شخص واحد فقط على الدراجة النارية. يمنع تكسي الدراجة الهوائية من نقل الركاب. يحدد التجمع بخمس أشخاص على الأكثر. تعمل وسائل النقل العامة من الساعة السادسة صباحًا حتى السادسة مساءً. لا يسمح بالسفر عبر خط الركاب إلا برسالة تكليف من الشركات التي تدير الخدمات الأساسية. |
| 3                                    | بوغار ريجنسي           | غرب جاوة           | 11 أبريل 2020  | 15 أبريل-12 مايو | يسمح بركوب شخص واحد فقط على الدراجة النارية. يمنع تكسي الدراجة الهوائية من نقل الركاب. يحدد التجمع بخمس أشخاص على الأكثر. تعمل وسائل النقل العامة من الساعة السادسة صباحًا حتى السادسة مساءً. لا يسمح بالسفر عبر خط الركاب إلا برسالة تكليف من الشركات التي تدير الخدمات الأساسية. |
| 4                                    | ديبوك                  | غرب جاوة           | 11 أبريل 2020  | 15 أبريل-12 مايو | يسمح بركوب شخص واحد فقط على الدراجة النارية. يمنع تكسي الدراجة الهوائية من نقل الركاب. يحدد التجمع بخمس أشخاص على الأكثر. تعمل وسائل النقل العامة من الساعة السادسة صباحًا حتى السادسة مساءً. لا يسمح بالسفر عبر خط الركاب إلا برسالة تكليف من الشركات التي تدير الخدمات الأساسية. |
| 5                                    | مدينة بيكاسي           | غرب جاوة           | 11 أبريل 2020  | 15 أبريل-12 مايو | يسمح بركوب شخص واحد فقط على الدراجة النارية. يمنع تكسي الدراجة الهوائية من نقل الركاب. يحدد التجمع بخمس أشخاص على الأكثر. تعمل وسائل النقل العامة من الساعة السادسة صباحًا حتى السادسة مساءً. لا يسمح بالسفر عبر خط الركاب إلا برسالة تكليف من الشركات التي تدير الخدمات الأساسية. |
| 6                                    | بيكاسي ريجنسي          | غرب جاوة           | 11 أبريل 2020  | 15 أبريل-12 مايو | يسمح بركوب شخص واحد فقط على الدراجة النارية. يمنع تكسي الدراجة الهوائية من نقل الركاب. يحدد التجمع بخمس أشخاص على الأكثر. تعمل وسائل النقل العامة من الساعة السادسة صباحًا حتى السادسة مساءً. لا يسمح بالسفر عبر خط الركاب إلا برسالة تكليف من الشركات التي تدير الخدمات الأساسية. |
| 7                                    | تانغرانغ الجنوبية      | بانتان             | 12 أبريل 2020  | 18 أبريل-17 مايو | يسمح بركوب شخص واحد فقط على الدراجة النارية. يمنع تكسي الدراجة الهوائية من نقل الركاب. يحدد التجمع بخمس أشخاص على الأكثر. تعمل وسائل النقل العامة من الساعة السادسة صباحًا حتى السادسة مساءً. لا يسمح بالسفر عبر خط الركاب إلا برسالة تكليف من الشركات التي تدير الخدمات الأساسية. |
| 8                                    | مدينة تانغرانغ         | بانتان             | 12 أبريل 2020  | 18 أبريل-17 مايو | يسمح بركوب شخص واحد فقط على الدراجة النارية. يمنع تكسي الدراجة الهوائية من نقل الركاب. يحدد التجمع بخمس أشخاص على الأكثر. تعمل وسائل النقل العامة من الساعة السادسة صباحًا حتى السادسة مساءً. لا يسمح بالسفر عبر خط الركاب إلا برسالة تكليف من الشركات التي تدير الخدمات الأساسية. |
| 9                                    | تانغرانغ ريجنسي        | بانتان             | 12 أبريل 2020  | 18 أبريل-17 مايو | يسمح بركوب شخص واحد فقط على الدراجة النارية. يمنع تكسي الدراجة الهوائية من نقل الركاب. يحدد التجمع بخمس أشخاص على الأكثر. تعمل وسائل النقل العامة من الساعة السادسة صباحًا حتى السادسة مساءً. لا يسمح بالسفر عبر خط الركاب إلا برسالة تكليف من الشركات التي تدير الخدمات الأساسية. |
| 10                                   | بيكارنبارو             | ريا                | 12 أبريل 2020  | 17 أبريل-14 مايو | حظر تجول من الساعة الثامنة مساءً حتى الخامسة صباحًا |
| 11                                   | ماكاسار                | سولاويسي الجنوبية  | 16 أبريل 2020  | 24 أبريل-21 مايو | |
| 12                                   | مدينة باندونغ          | غرب جاوة           | 17 أبريل 2020  | 22 أبريل- 5 مايو | يمنع تكسي الدراجة الهوائية من نقل الركاب. |
| 13                                   | باندونغ ريجنسي         | غرب جاوة           | 17 أبريل 2020  | 22 أبريل- 5 مايو | يمنع تكسي الدراجة الهوائية من نقل الركاب. |
| 14                                   | باندونغ الغربية ريجنسي | غرب جاوة           | 17 أبريل 2020  | 22 أبريل- 5 مايو | يمنع تكسي الدراجة الهوائية من نقل الركاب. |
| 15                                   | شيماهي                 | غرب جاوة           | 17 أبريل 2020  | 22 أبريل- 5 مايو | يمنع تكسي الدراجة الهوائية من نقل الركاب. |
| 16                                   | سومدانغ ريجنسي         | غرب جاوة           | 17 أبريل 2020  | 22 أبريل- 5 مايو | يمنع تكسي الدراجة الهوائية من نقل الركاب. |
| 17                                   | كل مناطق الولاية       | سومطرة الغربية     | 17 أبريل 2020  | 22 أبريل- 5 مايو | يمنع تكسي الدراجة الهوائية من نقل الركاب. |
| 18                                   | تيغال                  | جاوة الوسطى        | 17 أبريل 2020  | 23 أبريل-22 مايو | يمنع تكسي الدراجة الهوائية من نقل الركاب. |
| 19                                   | بانجارماسين            | كاليمنتان الجنوبية | 19 أبريل 2020  | 24 أبريل-21 مايو | |
| 20                                   | تاراكان                | كاليمنتان الشمالية | 19 أبريل 2020  | 26 أبريل-30 مايو | لا يسمح لأي سفينة ترسو في تاراكان بنقل الركاب. حظر تجول من الساعة الثامنة مساءً حتى السادسة صباحًا. |
| 21                                   | سورابايا               | شرق جاوة           | 21 أبريل 2020  | 28 أبريل-25 مايو | |
| 22                                   | سيدوآرجو               | شرق جاوة           | 21 أبريل 2020  | 28 أبريل-25 مايو | |
| 23                                   | غريسيك                 | شرق جاوة           | 21 أبريل 2020  | 28 أبريل-25 مايو | |
| 24                                   | كل مناطق المقاطعة      | غرب جاوة           | 1 ماية 2020    | 6 مايو-19 مايو   | |
| 25                                   | بالانجكا رايا          | كاليمنتان الوسطى   |                | 11 مايو-25 مايو  | |

| طلبات القيود الاجتماعية المرفوضة |                        |                    |               |
| الرقم                            | المنطقة                | المقاطعة           | تاريخ الرفض   |
| 1                                | بالانغكارايا           | كاليمنتان الوسطى   | 12 أبريل 2020 |
| 2                                | روتنداو ريجنسي         | نوساتنغارا الشرقية | 12 أبريل 2020 |
| 3                                | ميميكا ريجنسي          | بابوا              | 12 أبريل 2020 |
| 4                                | فاكفاك                 | بابوا الغربية      | 12 أبريل 2020 |
| 5                                | سورونغ                 | بابوا الغربية      | 12 أبريل 2020 |
| 6                                | فاكفاك ريجنسي          | بابوا الغربية      | 16 أبريل 2020 |
| 7                                | بولانغ مونغوندو ريجنسي | سالاويسي الشمالية  | 16 أبريل 2020 |

#### آتشيه
في 12 مارس، نصح حاكم آتشيه بالإنابة نوفا إريانسياه الشعب الآتشيني بالابتعاد عن الرذائل والأنشطة التي تتعارض مع القيم الدينية والشريعة الإسلامية.
في 15 مارس، نظرًا للارتفاع السريع في عدد الإصابات بفيروس كورونا في البلاد، قررت مقاطعة آتشيه إغلاق المدارس حتى إشعار آخر.
في 16 مارس، بدأت مدينة سابانغ في تطبيق قيود السفر لمنع الزوار الأجانب من الدخول إلى مدينتهم.
في 20 مارس، أعلن نوفا إريانسياه حالة الطوارئ «على مستوى المقاطعة» في أتشيه لمدة 71 يومًا، حتى 29 مايو.

#### بانتين
في 15 مارس، أعلن محافظ بانتن وحيدين حليم عن «حدث استثنائي»، وقرر إغلاق جميع المدارس لمدة أسبوعين.

#### جاوة الوسطى
في 13 مارس، قررت مدينة سولو في جاوة الوسطى إغلاق جميع المدارس الابتدائية (إس دي) والمدارس الإعدادية (إس إم بّي) للأسبوعين المقبلين، بعد تسجيل ثلاث حالات إيجابية في المدينة. أعلن رئيس بلدية سولو إف. إكس. هادي رودياتمو أيضًا أن المنطقة تمر بـ «حدث استثنائي». في نفس اليوم، قررت ريجنسي سراغن إغلاق جميع المدارس من رياض الأطفال إلى المدارس الإعدادية على امتداد الريجنسي لمدة أسبوع على الأقل، في حين يعود قرار إغلاق المدارس الثانوية في الريجنسي إلى حكومة المقاطعة.
في 14 مارس، قرر حاكم جاوة الوسطى غانجار برانوو إغلاق جميع رياض الأطفال إلى المدارس الإعدادية في المقاطعة. بقيت المدارس الثانوية مفتوحة خلال موسم الامتحانات. اتخدت مدينة سالاتيغا نفس القرار في 15 مارس. وفرت حكومة المدينة أيضًا ما يقدر بنحو 3 مليارات روبية إندونيسية للدعم الطبي.
في 25 مارس، أعلن الحاكم أن المدارس التابعة لحكومة المقاطعة ستؤجل افتتاحها حتى 13 أبريل.
في 26 مارس، أعلنت مدينة سولو وسيمارانغ وسالاتيغا وسوكوهارجو ريجنسي عن تأجيل افتتاح رياض الأطفال والمدارس الابتدائية والإعدادية حتى 13 أبريل.
في 27 مارس، على الرغم من تصريحات الرئيس جوكووي التي أفادت أن عمليات الإغلاق هي من سلطة الحكومة المركزية، أعلن عمدة تيغال، ديدي يون سوبريونو، أن تيغال ستبدأ الإغلاق. أمر بإغلاق 49 طريقًا يصل إلى المدينة بحواجز خرسانية متحركة، وفحص الزوار من الخارج بعناية ووضعهم في الحجر الصحي لمدة 14 يومًا. من ناحية أخرى، أصر حاكم جاوة الوسطى، غانجار برانوو، أن إغلاق الطرقات لن يحدث إلا في جزء من مدينة تيغال، وليس في المدينة بأكملها.

#### جاكرتا
في 2 مارس، استجابةً للحالات المؤكدة، أوقف حاكم جاكرتا أنيس باسويدان إصدار تصاريح السماح بالتجمعات الكبيرة. شملت التجمعات المذكورة الحفلات الموسيقية لفريق فولز، وبيبي ميتال، وهيد إن ذا كلاود، ودريم ثياتر.
في 13 مارس، بعد تسجيل 69 حالة إيجابية لكوفيد-19، أُغلقت العديد من الوجهات السياحية في جاكرتا منها أنكول دريم لاند، والعديد من المتاحف التابعة للحكومة، وحديقتا رانغونان وموناس للحيوانات لمدة أسبوعين. شكلت المنظمة الإسلامية المحمدية «مركز قيادة» وخصص 20 مستشفى في البلاد للسيطرة على الوباء، ويقود المركز اختصاصيّ طب الطوارئ المدعو كورونا رينتاوان.
في 14 مارس، قرر حاكم جاكرتا أنيس باسويدان تعليق جميع الأنشطة والامتحانات المدرسية لمدة أسبوعين استجابةً للوباء ومنعًا لانتشاره في العاصمة جاكرتا.
في 15 مارس، جهزت حكومة مقاطعة جاكرتا 500 إلى 1000 سرير للمرضى الخاضعين للاختبارات (بّي يو آي) الذين سيوضعون في المرافق المخصصة لعلاج كوفيد-19.
في 16 مارس، بدأت إم آر تي جاكرتا وإل آر تي وترانسجاكرتا بتقليل عدد الرحلات والمسارات والمواعيد (6 صباحًا-6 مساءً)، لكن، أُلغي العمل بهذه السياسة بسبب الطوابير الطويلة في العديد من محطات الحافلات ومحطات القطار في الصباح. أوقف العمل بسياسة أود إيفن (نقل المركبات الخاصة للركاب) أثناء تفشي المرض.
في 20 مارس، أعلن أنيس باسويدان حالة الطوارئ في جاكرتا لمدة 14 يومًا قادمة، حتى 2 أبريل.
في 28 مارس، مددت حكومة مقاطعة جاكرتا حالة الطوارئ حتى 19 أبريل.
في 2 أبريل، خصص أنيس باسويدان مبلغ 3 تريليون روبية إندونيسية لمواجهة وباء فيروس كورونا، وستستخدم الميزانية لتمويل مواجهة المدينة للفيروس حتى مايو من هذا العام، عبر تخصيص 1.3 تريليون روبية تدريجيًا، و2 تريليون روبية إضافية.
وافقت وزارة الصحة على طلب حظر التجول في جاكرتا في 7 أبريل، وتقرر أن يبدأ سريانه اعتبارًا من يوم الجمعة 10 أبريل لمدة أسبوعين على الأقل.
في 21 أبريل، أعدت حكومة جاكرتا 136 مدرسة لاستخدامها كمنطقة عزل لكوفيد-19، وما تزال هذه السياسة حاليًا اقتراحًا في انتظار الموافقة من مكتب التعليم.

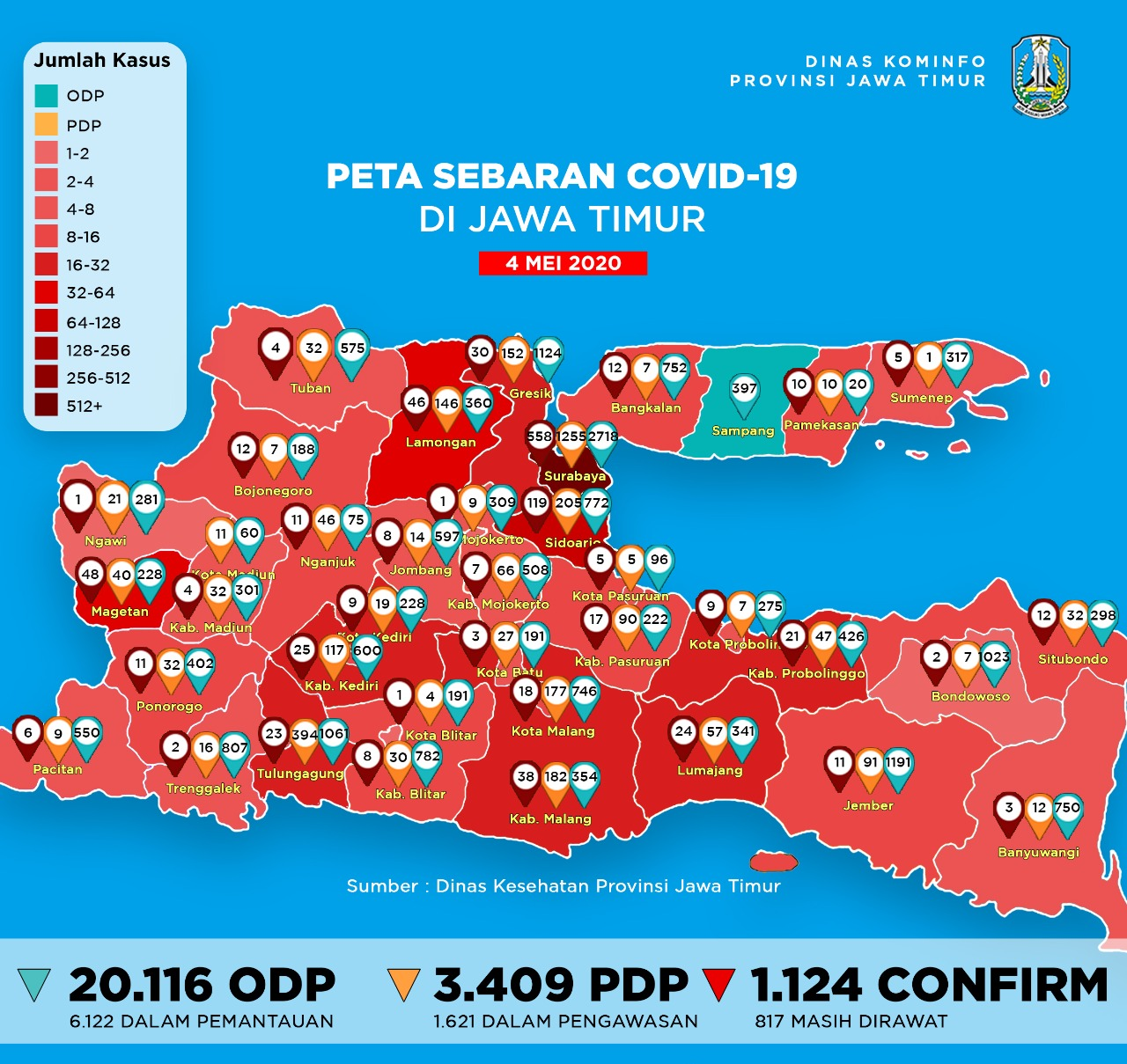
موقع حالات كوفيد-19 المؤكدة والمشتبه بها في شرق جاوة (4 مايو 2020)

#### شرق جاوة
في 15 مارس، أعلنت مدينة مالانغ عن إغلاق جميع المدارس لمدة أسبوعين. بدأ الإغلاق في 16 مارس.
وفي اليوم نفسه، أمر حاكم شرق جاوة، خوفيفة إندار باروانسا، بإغلاق جميع المدارس في جميع أنحاء المقاطعة. نُصحت المؤسسات التعليمية بإلغاء أي نوع من تبادل الطلاب إلى أجل غير مسمى. لكن، لم يؤجل الفحص الوطني في المقاطعة.
في 16 مارس، قرر عمدة مالانغ، سوتياجي، إغلاق جميع الطرق التي تصل إلى المدينة (الإغلاق)، بدءًا من 18 مارس. حتى 16 مارس، لم تُسجل أي حالة كوفيد-19 في مالانغ أو مقاطعة شرق جاوة. أوضح العمدة لاحقًا أن الإغلاق سيُطبق فقط على حكومة مالانغ، وليس على عامة السكان.
في 20 مارس، أعلن خوفيفة حالة الطوارئ في شرق جاوة.

#### سومطرة الشمالية
في 31 مارس، أعلنت حكومة مقاطعة سومطرة الشمالية حالة الطوارئ حتى 29 مايو 2020.

#### بابوا
في 24 مارس، قررت حكومة مقاطعة بابوا منع أي دخول وخروج إلى بابوا باستثناء عمال الخدمات اللوجستية والعاملين الطبيين بدءًا من 26 مارس لمدة 14 يومًا. لم يوافق وزير الشؤون الداخلية الإندونيسي تيتو كارنافيان على القرار، قائلًا إن نصيحة الحكومة المركزية للحكومات الإقليمية ليست إغلاق وسائل النقل، بل حظر التجمعات الكبيرة.

#### سومطرة الجنوبية
في 30 مارس، خصص حاكم سومطرة الجنوبية، هيرمان ديرو، قرية جاكابارينغ للرياضيين، وهي موقع رياضي سابق لدورة الألعاب الآسيوية لعام 2018 في باليمبانغ، لتكون موقعًا لعلاج المرضى الخاضعين للاختبارات (مركز أو دي بّي). أطلق عليه اسم «بيت كوفيد-19 الصحي» (رماح سيهات كوفيد-19).

#### غرب جاوة
في 14 مارس، قررت مدينة ديبوك وبوغور إغلاق جميع المدارس من رياض الأطفال إلى المدارس الثانوية العليا حتى 28 مارس 2020. طبقت مدينة باندونغ بعدهما هذا القرار أيضًا، إذ اختارت المدينة إغلاق المدارس خلال الأسبوعين المقبلين ونصحت بإكمال التعليم عبر الإنترنت.
في 15 مارس، نُشرت خريطة توزع حالات كوفيد-19 في غرب جاوة أمام العامة. طبقت بوغور ريجنسي «شبه إغلاق» لمنطقة بونشاك السياحية أمام الزوار الأجانب ومنعتهم من دخول المنطقة. أُعدت ملاعب جالاك هاروبات وباكانساري وباتريوت تشاندرابراغا لاستخدامها كمواقع لإجراء اختبار كوفيد-19 الشامل السريع.
جرت الموافقة على طلبات التباعد الاجتماعي على نطاق واسع في مدن وريجنسي ديبوك وبوغور، ومدينة وريجنسي بيكاسي، والتي تتبع جميعها إلى منطقة العاصمة جاكرتا، في 11 أبريل وأصبحت سارية في 15 أبريل لمدة أسبوعين على الأقل.

#### كاليمانتان الغربية
في 15 مارس، قرر الحاكم فرض الحجر الصحي على جميع الطلاب من رياض الأطفال إلى المدارس الثانوية العليا في المقاطعة حتى موعد لم يتحدد بعد. خلال فترة الحجر الصحي، توجب على الطلاب البقاء في منازلهم للدراسة. مُنح استثناء لطلاب المدارس الثانوية والمهنية العليا في السنة الأخيرة في تاريخ الامتحانات النهائية الوطنية الخاصة بكل منهم.

### أخرى

#### الجامعات
استجابة للوباء، اختارت عدة جامعات إلغاء الفصول واللجوء إلى تعليم الطلاب عبر الإنترنت.
في 16 مارس، أكدت 17 جامعة على الأقل في جميع أنحاء إندونيسيا أن المحاضرات التقليدية ذات الحضور الشخصي ستُلغى وتُستبدل بفصول عبر الإنترنت. أُلغيت حفلات التخرج والتجمعات، وتوجب على الطلاب والمحاضرين الذين ذهبوا إلى الخارج إلى دول فيها حالات مؤكدة لفيروس كورونا لأي سبب عزل أنفسهم في المنزل. حتى 14 مارس، أغلقت العديد من الجامعات فصولها، مثل جامعة إندونيسيا (يو آي)، وجامعة غادجاه مادا (يو جي إم)، ومعهد باندونغ للتكنولوجيا (آي تي بي)، معهد سيبولو نوبمبر سوربايا للتكنولوجيا، وجامعة غوناد هارما، وجامعة نوسانتارا للإعلام (يو إم إن)، وكلية إندونيسيا للمحاسبة (ستان)، ومعهد كالبيس، وجامعة بينوس، وجامعة أتماجايا، والمدرسة اللندنية للعلاقات العامة (إل إس بّي آر)، وجامعة يارسي، وجامعة بيليتا هارابان (يو بي إتش)، وجامعة تيلكوم، وجامعة أتما جايا يوغيكارتا (يو آيه جاي واي)، وجامعة حسن الدين (يو إن إتش آيه إس)، وجامعة تارومانيغارا (أونتار)، وجامعة بوغور الزراعية، وجامعة الأزهر الإندونيسية (يو آيه آي). صنعت جامعة براويجايا التي تقع في مالانغ، غرفة تعقيم كجهد منها لاحتواء فيروس كورونا.

#### الشركات
في 14 مارس، بدأت شركتا توكوبيديا وغوجيك بتجربة آليات العمل في المنزل.
في 15 مارس، أعلنت شركة يونيليفر إندونيسيا عن سياسة العمل من المنزل على موقع مكتبها، بدأت هذه السياسة في 16 مارس حتى إشعار آخر.
في 16 مارس، أعلنت شركة تيلكومسيل ومصرف مانديري ومركز تحليل المعاملات المالية الإندونيسي وبنك إندونيسيا عن العمل من المنزل وسياسة الفريق المنفصل، وبدأت هذه السياسات في 17 مارس حتى إشعار آخر.
في 28 مارس، علقت إندونيسيا آسيا للطيران (كيو زيد) جميع الرحلات الداخلية والدولية للتغلب على انتشار الوباء. عُلقت جميع الرحلات الداخلية بين 1 أبريل و21 أبريل 2020، في حين علقت الرحلات الدولية بين 1 أبريل و17 مايو 2020. استأنفت أير آسيا عملها في إندونيسيا في 7 مايو.
تبرع مؤسس مجموعة مايابادا، داتو سري طاهر، بـ 52 بليون روبية إندونيسي على شكل معدات وقاية شخصية، وأدوية طبية، ومطهرات، ومركبات تشغيلية، وسكن.
في 31 مارس، تبرعت شركة غراب بمبلغ 10 ملايين دولار أمريكي لإنقاص تأثير كوفيد-19 في إندونيسيا.

#### المنظمات المجتمعية
في 16 مارس، حث مجلس العلماء الإندونيسي (إم يو آي) والمحمدية على استبدال صلاة الظهر بصلاة الجمعة وعدم حضور أي أنشطة دينية في المناطق الموبوءة بالفيروس.
في 31 مارس، نصحت المحمدية المسلمين بعدم أداء التراويح في رمضان وصلاة الفطر.

## القيود المفروضة على السفر
منعت إندونيسيا دخول وعبور جميع الزوار الأجانب بدءًا من 2 أبريل.
تعرض الإندونيسيون الذين عادوا من الصين وكوريا الجنوبية وإيطاليا وإيران والمملكة المتحدة والفاتيكان وفرنسا وإسبانيا وألمانيا وسويسرا لفحص صحي إضافي وإشعار بالبقاء في المنزل لمدة 14 يوم أو حجر صحي بالاعتماد على الأعراض الظاهرة.
ألغت شركات غارودا إندونيسيا وسيتيلينك وليون إير وباتيك إير وسريويجايا إير العديد من الرحلات. وفي الوقت نفسه، ألغت شركة طيران آسيا الإندونيسية جميع الرحلات الجوية. قامت شركات الطيران الدولية بتعليق الخدمات مؤقتًا أو الاستمرار في العمل بتواتر أقل. اختارت شركات الطيران الأخرى مثل الخطوط الجوية الصينية والاتحاد للطيران مواصلة خدماتها كالمعتاد.
من 24 أبريل حتى 8 يونيو، منعت الحكومة جميع الركاب من السفر إلى المناطق التي تحوي حالة مؤكدة واحدة على الأقل والمناطق التي فرضت قيودًا اجتماعية واسعة النطاق وتلك التي أُعلِنَت أنها مناطق حمراء موبوءة بكوفيد 19. طُبِّقَ الحظر على جميع أنواع وسائل النقل العام والخاص عن طريق الجو والبحر والبر والسكك الحديدية، باستثناء المركبات التي تقل قادة مؤسسات الدولة والشرطة والمركبات العسكرية وسيارات الإسعاف وسيارات الإطفاء والسيارات والمركبات التي تنقل الإمدادات اللوجستية والسلع الأساسية والأدوية.

## نقد

### الفشل في الكشف عن الفيروس
قلق خبراء الصحة من فشل الدولة في توثيق انتقال الفيروس. حلل مارك ليبسيتش -أستاذ علم الأوبئة بكلية الصحة العامة بجامعة هارفارد تي إتش تشان- الحركة الجوية خارج المدينة الصينية في مركز تفشي المرض في الصين واقترح في تقريره احتواء إندونيسيا على حالات غير مسجلة مصابة بكوفيد 19. عزا دبلوماسيون غربيون ومحليون ودوليون نقص الحالات داخل إندونيسيا إلى عدم كفاية الاختبارات وقلة الإبلاغ وليس الحظ المطلق والتدخل الإلهي.
في 22 مارس، اقترح أحد الأبحاث أن العدد الرسمي للعدوى يعكس 2% فقط من مجموع حالات كوفيد 19 الحقيقية في إندونيسيا. وفقًا لصحيفة جاكرتا بوست في 5 أبريل 2020، تجري الحكومة المركزية بدءًا منذ 2 مارس نحو240 اختبار تفاعل بوليمراز متسلسل للكشف عن الفيروس فقط يوميًا.

### ميزانية المؤثرين على وسائل التواصل الاجتماعي الأجنبية
واجهت الحكومة رد فعل عنيف بعد أن تعهدت بتخصيص 72 مليار روبية إندونيسية (5 ملايين دولار) للمؤثرين على وسائل التواصل الاجتماعي لجذب السياح إلى إندونيسيا.

### انعدام الشفافية
انتُقِد الرئيس الإندونيسي جوكو ويدودو من قبل غرفة التجارة والصناعة الإندونيسية وجماعات حقوق الإنسان وأيضًا من قبل الأحزاب السياسية -مثل جولكار وحزب العدالة والرفاهية- بسبب نقص الشفافية فيما يتعلق بمعلومات كوفيد 19. أصر ويدودو على عدم مشاركة تفاصيل تاريخ السفر للمرضى الذين ثبتت إصابتهم بالفيروس التاجي في محاولة للحد من الذعر وعدم الارتياح لدى عامة الناس. طلب العامة من الحكومة نشر خريطة وطنية رسمية لمواقع حالات كوفيد 19 المؤكدة؛ إذ قد توفر الخرائط المستقلة غير الرسمية بيانات غير صحيحة.

### الاختبارات والعلاج
ظهرت تقارير عن اضطرار الحالات المشتبه إصابتها بكوفيد 19 في جاكرتا الكبرى إلى الانتظار لفترة طويلة لإجراء الاختبارات أو تلقي العلاج، إذ تواجه مستشفيات الإحالة هناك ضغط متزايد.

### سياسات الحجر
تعرض جوكو ويدودو لضغوط متزايدة لفرض حجر جزئي على المناطق المصابة بالفيروس. يقول العلماء إن الدولة تتسابق مع الوقت للحد من انتشار كوفيد 19 قبل عيد الفطر وأن الحجر الصحي المجتمعي قد يكون الحل الوحيد للقيام بذلك. في 16 مارس، قال جوكو إن سياسات الحجر هي من اختصاص الحكومة المركزية، وحذر الحكومة المحلية من عدم فرضه دون موافقة السلطة المركزية.
في 27 مارس، دعا العشرات من أساتذة الطب الإندونيسيين إلى عمليات الحجر المحلية، قائلين إن سياسة الحكومة المتمثلة في التباعد الجسدي ليست فعالة. صاغت الحكومة لاحقًا لائحة تنص على إجراءات ومتطلبات لفرض الحجر الصحي الإقليمي.

### الرقابة
أُلقي القبض على بعض منتقدي الحكومة بتهمة نشر معلومات كاذبة حول كوفيد 19.

### استبعاد الوفيات الإضافية من الأرقام الرسمية
وفقًا لتقرير صادر عن رويترز، توفي حوالي 2200 مريض بأعراض فيروس كورونا اعتبارًا من 28 أبريل 2020، لكنهم لم يُدرَجوا ضمن العدد الرسمي للوفيات البالغ 693. يشير هذا إلى أن معدل الوفيات في إندونيسيا أعلى من الأرقام الرسمية. أظهر تحليل أجرته الفاينانشيال تايمز وجود نحو 1400 حالة وفاة إضافية في جاكرتا مقارنةً بمتوسط عدد الوفيات في مارس وأبريل. يُقدَّر العدد الإضافي للوفيات بنحو 15 ضعف الرقم الرسمي لوفيات كوفيد 19 البالغ 90 حالة في نفس الفترة.

### التهرب من قيود السفر
ساهمت هجرات رمضان في انتشار الفيروس في إندونيسيا، على الرغم من اللوائح الحكومية التي تدعو إلى التباعد الاجتماعي وعلى الرغم من الحجر المقرر أن يستمر حتى يونيو.
على الرغم من قيود السفر التي تمنع جميع الركاب من السفر خارج المناطق الحاوية على حالة واحدة مؤكدة على الأقل، تجاهلها العديد من الإندونيسيين وحاولوا التهرب من قيود السفر من أجل العودة إلى مسقط رأسهم خلال موسم عيد الفطر. دفع هذا العلماء إلى القلق؛ فقد يؤدي هذا التهرب إلى الأمراض التي يمكن أن تنتشر بسهولة من جاكرتا والمدن التابعة القريبة، حيث يقع مركز الوباء، إلى مناطق أخرى في إندونيسيا ذات مرافق طبية ضعيفة غير قادرة على التعامل مع أعداد كبيرة من الحالات.
اكتشفت إدارة الشرطة محاولات قليلة أخرى للتهرب من قيود السفر، إذ أوقفت الشرطة إحدى شاحنات البضائع المسافرة من جاوة إلى سومطرة لتجد داخلها سيارة تحوي ركاب. كذلك، احتُجِزَت أربع شاحنات بضائع إضافية عندما حاول السائق نقل 20 راكب من جاكرتا داخل الحاويات التي كانت مغطاة بالقماش المشمع.

### انعدام السلامة في صناعاتالتبغ
أُغلِقَت شركة سامبورنا مؤقتًا بسبب وفاة عاملين بكوفيد 19 ووجود 63 عامل آخر إيجابي. أفاد عالم الأوبئة باندو ريونو أن مصانع السجائر الأخرى في شرق وغرب جافا تستمر في العمل دون ممارسة التباعد الاجتماعي ودون ارتداء العمال أقنعة الوجه. أثار هذا الموضوع القلق؛ فقد تصنع مصانع السجائر سلسلة جديدة لتفشي الفيروس التاجي، مع الأخذ في الاعتبار أن هذه الصناعة تضم عادةً قوة عمل كبيرة.

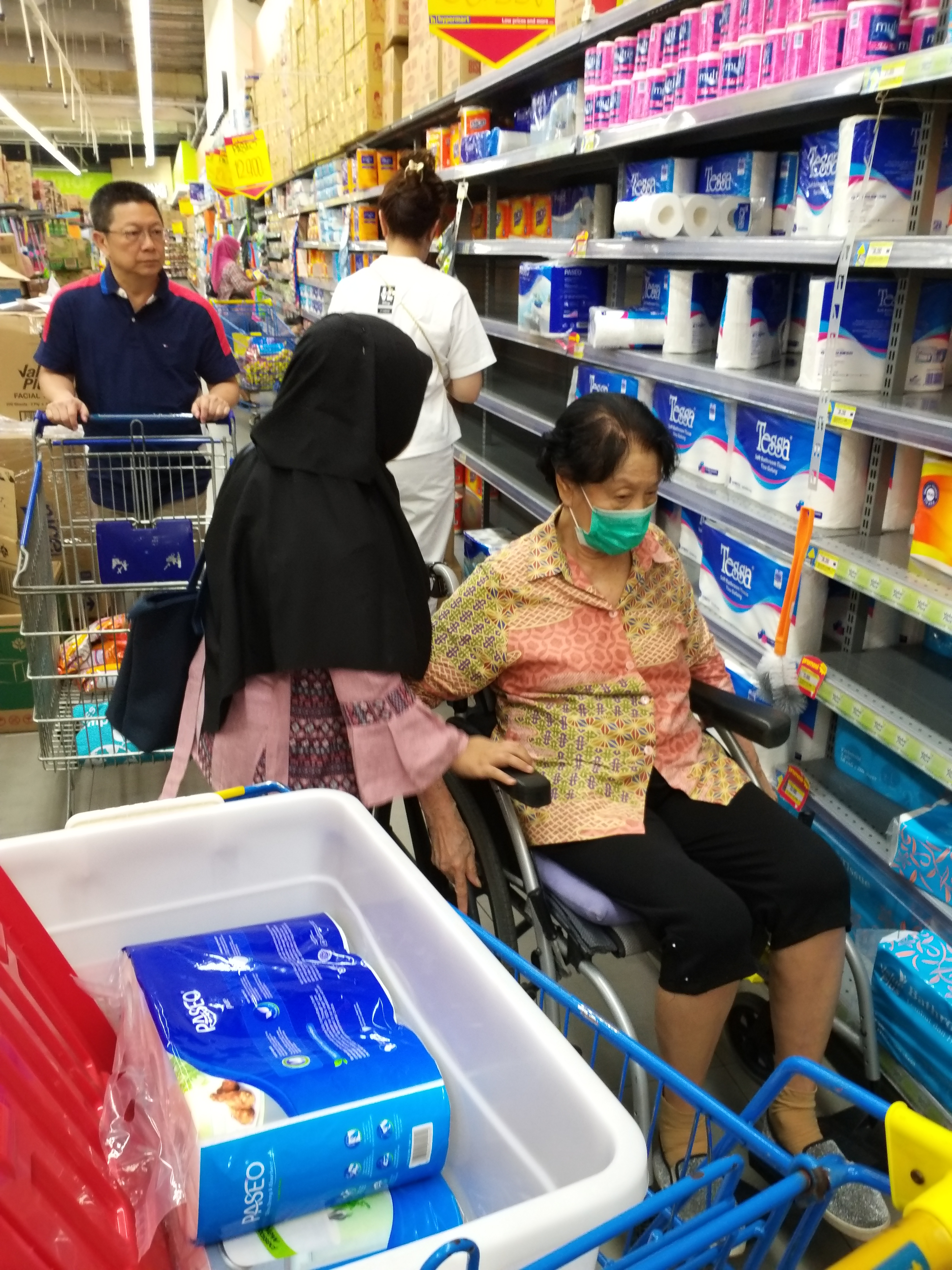
لجوء سكان جاكارتا إلى شراء الذعر للفائف المرحاض والطعام والأقنعة ومعقمات اليد

## التأثير

### التأثيرات الاجتماعية والاقتصادية
ارتفعت أسعار أقنعة الوجه الجراحية في إندونيسيا لأكثر من ستة أضعاف قيمة التجزئة الأصلية؛ أي من حوالي 30 ألف روبية إندونيسية إلى 185 ألف روبية إندونيسية (قالت بعض المصادر إنها تجاوزت 300 ألف روبية إندونيسية) لكل صندوق بعد الإعلان عن إصابة مواطنين بفيروس كورونا الجديد. بدأ شراء الذعر منذ منتصف فبراير قبل تأكيد الحالات الأولى. حذر رئيس إندونيسيا جوكو ويدودو من تكديس أقنعة الوجه ومطهرات اليد وبدأت الشرطة الوطنية الإندونيسية في قمع المحتكرين المشتبه بهم.

#### إحصاء السكان
عملت إندونيسيا على تمديد مهلة الإحصاء الذاتي عبر الإنترنت وإلغاء جميع عمليات جمع البيانات الميدانية. وفي هذا الشأن، اعتمدت على البيانات الإدارية طالبةً دعمًا فنيًا إضافيًا من صندوق الأمم المتحدة للسكان لاستخدام البيانات الإدارية في الإحصاء.

### الاقتصادية
على خطا الاتجاه العالمي لانخفاض أسعار الأسهم، ضعف مؤشر إيدكس المركب (مؤشر بورصة إندونيسيا) حتى قبل التأكيد الأول للمرض في إندونيسيا. وردًا على التباطؤ الاقتصادي المتوقع في إندونيسيا بسبب خسارة النشاط الاقتصادي الصيني، قام بنك إندونيسيا بخفض أسعار الفائدة بمقدار 25 نقطة أساس إلى 4.75% في 20 فبراير.
في 12 مارس، عندما أعلنت منظمة الصحة العالمية تفشي الوباء، انخفض مؤشر بورصة إندونيسيا إيدكس المركب 4.2% إلى 4937 عند افتتاح جلسة الخميس، وهو أمر لم يُشاهَد منذ نحو أربع سنوات.
في 13 مارس، توقف تداول الأسهم للمرة الأولى منذ عام 2008 بسبب الجائحة.
في 17 مارس، انخفضت قيمة الروبية إلى 15000 روبية إندونيسية لكل دولار، وهو أمر لم يُشاهَد منذ أكتوبر 2018.
في 19 مارس، توقف مؤشر إيدكس المركب بسبب انكماشه الحاد لأكثر من 5%. كان هذا التوقف التجاري الرابع الذي شهده مؤشر إيدكس المركب خلال أزمة فيروس كورونا. فرضت هيئة الخدمات المالية الإندونيسية تعليقًا للتداول إذا انخفض مؤشر إيدكس المركب أكثر من 15%.
بدأت مراكز التسوق في الإغلاق طواعية بسبب انخفاض حركة المشاة. مع ذلك، استمرت الصيدليات ومحلات البقالة وأجهزة الصراف الآلي بالعمل ضمن ساعات محدودة.
توقع وزير المالية الإندونيسي أن ينخفض النمو الاقتصادي الإندونيسي في الربع الثاني إلى 0.3% أو حتى ناقص 2.6%، ولكن في الربع الثالث يمكن أن يتعافى إلى 1.5 و2.8%.
بلغ النمو الاقتصادي في إندونيسيا في الربع الأول من عام 2020 2.97%، ولكنه كان أضعف نمو اقتصادي مُسجَّل منذ عام 2001.

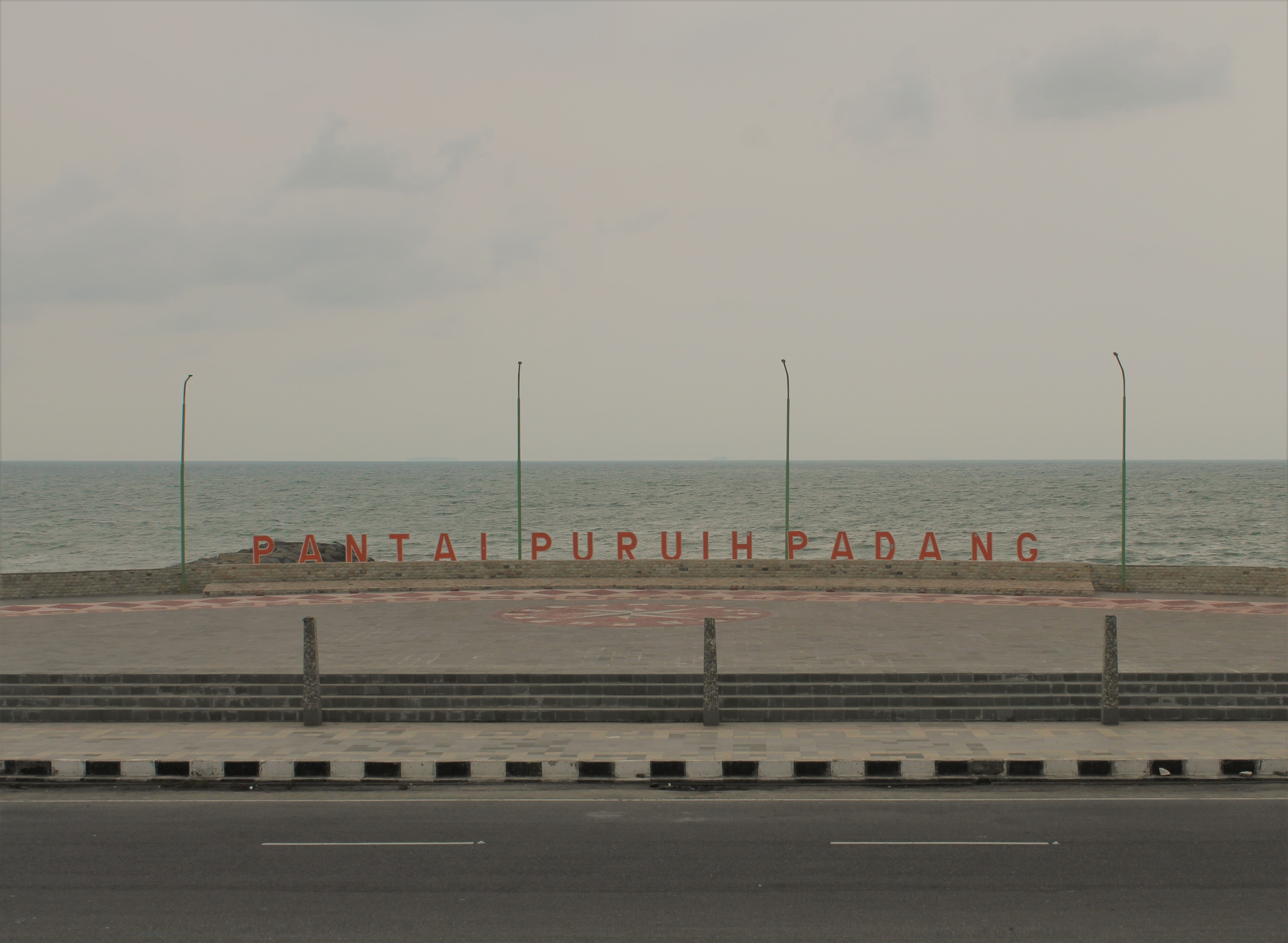
شاطئ هادئ في بادانج بسبب الدعوات الحكومية لتطبيق قواعد التباعد الاجتماعي.

### الرياضة والسياحة والترفيه
تأثرت السياحة الإندونيسية بشدة في مارس، حيث انخفض إجمالي عدد السياح بنسبة 64%، والسائحين الصينيين بنسبة 97%. شهدت بالي -التي تمثل السياحة 60% من إجمالي ناتجها المحلي- انخفاضًا في عدد السياح الأجانب الوافدين بنسبة 93.2% في أبريل. سجَّلت الفنادق معدل إشغال ضئيل، حيث شهدت بعض الفنادق معدل إشغال بنسبة 5% وحتى 0% بسبب التخصيص المفرط للزوار الصينيين، وزيادة قيود السفر من بلدان المصدر، والخوف العام من الفيروس. ومع ذلك، ازداد الاهتمام بالسياحة الداخلية، إذ اختار السياح الصينيون الموجودون بالفعل في الجزيرة تمديد إقامتهم بشكل عام، لكن كانت جميع الشواطئ في بالي مغلقة مؤقتًا للعامة.
تأجّلت نسخة 2020 من أسبوع الرياضة الوطني في بابوا، إذ تقرر إقامتها في شهر أكتوبر مبدئيًا. تأجل كذلك سباق جاكرتا إي بريكس لموسم الفورمولا إي 2019-2020 بسبب الخوف من انتشار فيروس كورونا. أعلن أكبر استثمارات المدينة وخدمة ون ستوب خطة لتأجيل أي أحداث عامة تضم تجمعات كبيرة من مارس إلى أبريل بعد أنباء عن زيادة عدد حالات كوفيد 19 إلى 27.
عُلِّقَت العديد من الأحداث الموسيقية لفنانين مثل ريتش بريان وهامرسون ودريم ثياتر وبيبي ميتال وسليبنوت ون أوك روك، كما أُلغي مهرجان موسيقى الرقص الإلكتروني الذي يحمل عنوان «نحن متصلون» بسبب الخوف من انتشار فيروس كورونا.
تأجَّلت العديد من الأفلام المحلية بسبب جائحة كوفيد 19، مثل: برنامج خدمة المجتمع في قرية الراقصين والشعور بالإطراء: الفيلم وجيل التسعينات: السوداوية.
تأجل إطلاق معرض إندونيسيا الدولي للسيارات 2020 بسبب أزمة فيروس كورونا.
أُلغي اجتماع ويكيبيديا الإندونيسية (جنبًا إلى جنب مع اللغات الإندونيسية الأخرى، مثل: الويكيبيديا الجاوية والويكيبيديا السوندية والويكيبيديا المينانغكاباوية وما إلى ذلك) الذي يُطلَق عليه اسم «ويكي نوسانتارا» (على غرار ويكي مانيا ولكن على المستوى الوطني)؛ إذ كان من المُقرَّر عقده في نهاية شهر مارس في بادنج.